# Дмитрієв Сергій Володимирович
Сергій Володимирович Дмитрієв (10 серпня 1983, м. Роздільна — 21 лютого 2023, с. Берхівка, Донецька область) — старший сержант, гранатометник Збройних сил України, учасник російсько-української війни.

## Життєпис
Народився 10 серпня 1983 року в м. Роздільна Роздільнянського району Одеської області.
21 лютого 2023 року отримав поранення несумісні з життям в результаті ворожих штурмових дій поблизу населеного пункту Берхівка Донецької області.

## Нагороди
- Орден «За мужність» III ступеня (24 серпня 2023, посмертно) — за особисту мужність, виявлену у захисті державного суверенітету та територіальної цілісності України, самовіддане виконання військового обов'язку[2].